# 黄龙街道
黄龙街道，原为中国浙江省温州市鹿城区下辖的一个街道，2011年10月，该街道并入双屿街道。

## 辖区
该街道辖有：	温化生活区、新泽居委会、云峰居委会、栖霞居委会、月泉居委会、临风居委会、康园社区、康城社区、瓯浦垟村、垟田村、双岙村、箬笠岙村。